# ジャック・ルーズマ
ジャック・ルーズマ（Jack Robert Lousma、1936年2月29日 - ）は、アメリカ合衆国の航空宇宙工学者、アメリカ海兵隊の軍人、海軍飛行士、アメリカ航空宇宙局の宇宙飛行士、政治家である。1973年にスカイラブの2度目の飛行（スカイラブ3号）の乗組員となった。1982年には、3度目のスペースシャトルのミッションであるSTS-3の船長を務めた。
後に、1984年アメリカ合衆国上院議員選挙のミシガン州の共和党候補となったが、2期目を狙う現職のカール・レヴィンに破れた。

## 生い立ちと教育
ルーズマは、1936年2月29日、ミシガン州グランドラピッズでフリース人の家系に生まれた。父の名前は、Louwsmaと綴ったが、綴りやすくするために、息子が生まれた際に、出生証明書の表記から'w'を除いた。エンジェル小学校、タッパン中学校を経て1954年にミシガン州アナーバーのパイオニア高校を卒業した。ボーイスカウトに所属し、テンダーフットのランクまで進んだ。
1959年にミシガン大学で航空宇宙工学の学士号を取得した。肘の怪我をするまで、フットボールのチームで控えのクオーターバックを務めた。1965年にアメリカ海軍大学院で航空宇宙工学の修士号を取得した。

## 軍事のキャリア
ルーズマは、1959年にアメリカ海兵隊に入隊し、w:Naval Air Training Commandでの訓練を終えた後の1960年にw:aviator wingを得た。その後、攻撃機のパイロットとして、第2海兵航空団VMA-224に配属され、その後、日本の岩国飛行場の第1海兵航空団VMA-224に配属された。ノースカロライナ州のチェリー・ポイント海兵隊航空基地で第2海兵航空団VMCJ-2の偵察パイロットを務めた後、テキサス州ヒューストンの有人宇宙船センター（現ジョンソン宇宙センター）に配属された。
7000時間の飛行経験を持ち、そのうち700時間がゼネラル・アビエーション航空機、1619時間が宇宙、4500時間がジェット機、240時間がヘリコプターである。

## NASAでのキャリア
ルーズマは、1966年4月にNASAに選考された19人の宇宙飛行士の1人である。アポロ9号、10号、13号のミッションではastronaut support crewを務めた。アポロ13号のミッションでは、CAPCOMとして"Houston, we've had a problem"のメッセージを受けた。アポロ20号では月モジュールの操縦手に選ばれたが、ミッションはキャンセルされた。
1973年7月28日から9月25日まで、スカイラブ3号の操縦手を務め、1982年3月22日から3月30日のSTS-3では船長を務めた。合計の宇宙滞在時間は、1619時間になる。
また、スカイラブからの2度の船外活動を11時間に亘り行っている。1975年7月に成功裏に終了したアポロ・ソユーズテスト計画では、ドッキングモジュールの米国側の操縦手のバックアップを務めた。

### 宇宙飛行経験

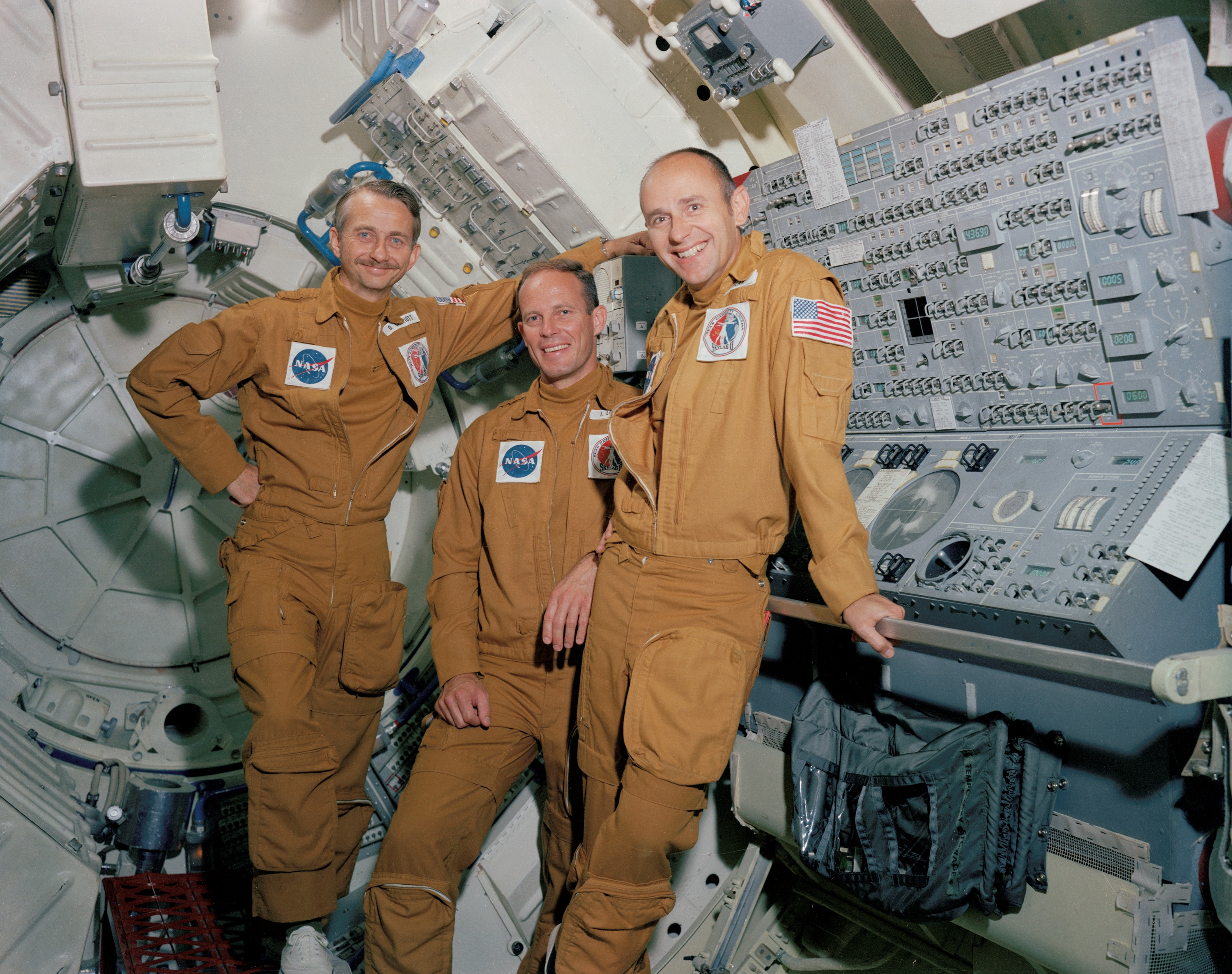
The Skylab 3 crew, from left: Owen Garriott, Jack Lousma, and Alan Bean

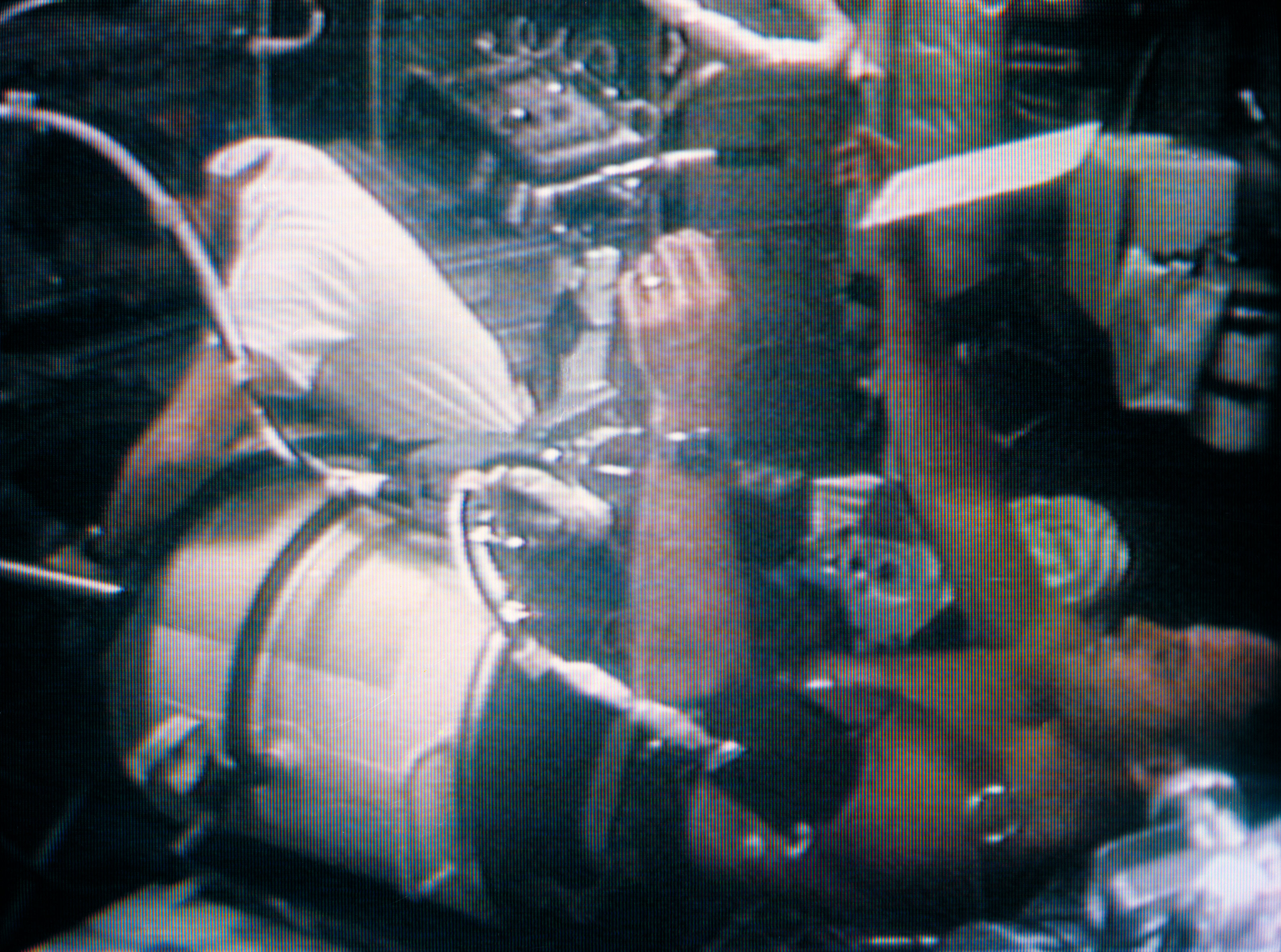
Lousma during one of the experiments aboard the Skylab 3

この59.5日間のミッションで、船長のアラン・ビーンとルーズマ、オーウェン・ギャリオットは、宇宙船の姿勢制御に使用される6つのレートジャイロを交換し、熱制御に使用される双極サンシェードを設置し、9つの主要実験機器や運用機器を修理した。
地球を858周し、軌道上2400万マイルを移動する間にこれらのミッションは全て達成された。彼らは、305人時間を大気上空の広範囲の太陽の観察に費やし、2つの大きな太陽フレア、沢山のより小さな太陽フレアやコロナ質量放出を観察した。また、地球の資源を観測した16000万枚の写真と18マイルの磁気テープを地球に持ち帰った。乗組員は333の医学実験を行い、無重力が人体に及ぼす影響に関する貴重なデータを収集した。スカイラブ3号は、太平洋に着水し、ニューオーリンズに回収された。

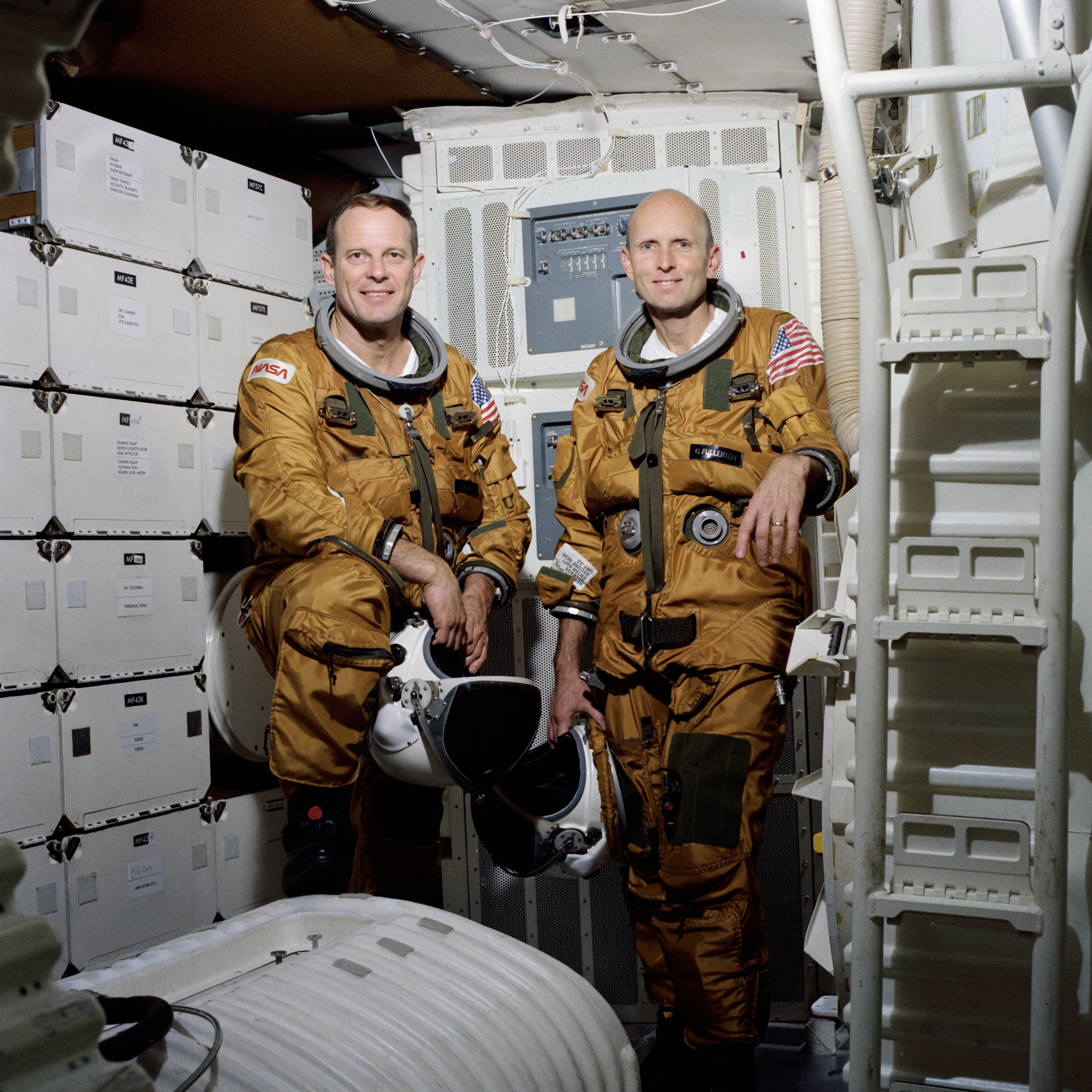
The STS-3 crew, from left: Jack Lousma and Gordon Fullerton

スペースシャトルコロンビア号の3度目の軌道試験飛行となるSTS-3は、1982年3月22日にフロリダ州のケネディ宇宙センターから打ち上げられ、地上180マイルの円形軌道に入った。ルーズマは船長、ゴードン・フラートンは操縦手を務めた。飛行試験の主な目的には、コロンビア号を強烈な熱ストレスに晒すことと、長さ50フィートのシャトル・リモート・マニピュレータ・システムを初めて用い、ペイロードを操作することであった。オービタのキャビンやペイロードベイのOSS-1パレットでは、様々な科学実験も行われた。コロンビアは、耐熱試験に良好な反応を示し、地上試験よりも優れた結果を示した。乗組員はほぼ全ての目的を達成し、悪天候のために1日遅れて、3月30日にニューメキシコ州ホワイトサンズの湖底に着陸した。スペースシャトルがこの場所に着陸したのは、この一例のみであった。地球を129.9周して340万マイルを移動し、ミッション期間は192時間4分49秒であった。ルーズマは、1983年10月1日にNASAを退職し、同年11月1日に海兵隊も退職した。

### 政治のキャリア
1984年アメリカ合衆国上院議員選挙のミシガン州選挙区では、前共和党議員のジェームズ・ダンを63%の得票で破って共和党候補となったが、得票47%で現職のカール・レヴィンに破れた。ロナルド・レーガンの圧勝はルーズマへの追い風となったが、選挙キャンペーンの後半で、彼の家族がトヨタ車を所有していることを日本の自動車メーカーに話している彼のビデオが表面化したことが痛手となった。

### 私生活
1956年にGratia Kayと結婚し、Timothy J.（1963年12月23日生）、Matthew O.（1966年7月14日生）、Mary T.（1968年9月22日生）、Joseph L.（1980年9月14日生）の4人の子供を儲けた。ミシガン州アナーバー近郊のScio Townshipで長年暮らしたが、2013年9月に妻と共にテキサス州に転居した。

## 受章等
ルーズマは、ジョンソン宇宙センターからの表彰状（1970年）、w:NASA Distinguished Service Medal（1973年）、w:Navy Distinguished Service Medalとw:United States Astronaut Badge（1974年）、シカゴ市ゴールドメダル（1974年）、Marine Corps Aviation AssociationのExceptional Achievement Award（1974年）、国際航空連盟からV. M. Komarov Diploma（1973年）、アメリカ航空宇宙学会からw:Octave Chanute Award（1975年）、w:American Astronautical SocietyのFlight Achievement Award（1974年）、
2度目のNASA Distinguished Service Medal（1982年）、ディフェンス・ディスティングシュドサービスメダル（1982年　　）、全米大学体育協会のSilver Anniversary Award（1983年）を受賞している。

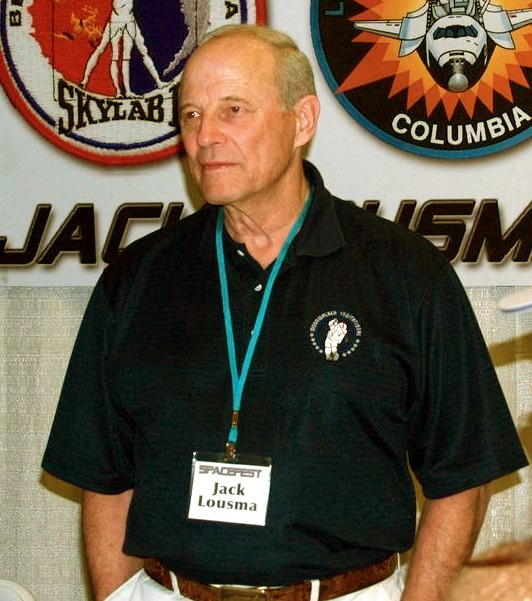
Jack Lousma, February 2009

スカイラブに搭乗した3人の宇宙飛行士は、「将来の宇宙探査における人間の価値を証明し、地球上の全ての人々に役立つデータを生産したこと」に対し、1973年にロバート・J・コリア賞を受賞した。1975年、ジェラルド・カーは、フォード大統領から、スカイラブの乗組員を表彰するw:Dr. Robert H. Goddard Memorial Trophyを授与された。
1982年、ルーズマは、フラートンとともに、STS-3ミッションへの参加を称えられ、国際航空宇宙殿堂に選ばれ、ニューメキシコ州知事より表彰された。この際、国際航空宇宙殿堂のPioneer Awardの2グループ目の受賞者になったことも発表された。1989年には、ミシガン州航空殿堂にも選ばれた。1997年には、24人のアポロ計画宇宙飛行士の一人として、アメリカ合衆国宇宙飛行士殿堂に選ばれた。
1973年にミシガン大学から宇宙飛行科学の名誉博士号を授与された。1982年にホープカレッジ、1986年にクリアリーカレッジ、1988年にスターリンカレッジからもそれぞれ名誉博士号を授与された。
ミシガン州ワイオミングには、ロジャー・B・チャフィー記念通りから西に延びる、彼の名前を冠した道路(Lousma Drive)がある。